# 조연호 (시인)
조연호(1969년 ~ )는 대한민국의 시인이다. 1969년 충청남도 천안에서 태어나 서울예술대학 문예창작과를 졸업했으며 동국대학교 대학원 국어국문학과에서 석사과정 및 박사과정을 수료했다. 2003년 제5회 「수주문학상」(우수상), 2009년 제10회 「현대시작품상」, 2011년 제16회 「현대시학작품상」을 수상했다. 

## 생애
1994년 《한국일보》 신춘문예 시 부문에 당선되어 등단했다. 2003년 제5회 「수주문학상」(우수상), 2009년 제10회 「현대시작품상」, 2011년 제16회 「현대시학작품상」을 수상했다.

## 수상
- 2003년 제5회 「수주문학상」(우수상)
- 2009년 제10회 「현대시작품상」
- 2011년 제16회 「현대시학작품상」

## 저서

### 시집
- 《죽음에 이르는 계절》(천년의시작, 2004)
- 《저녁의 기원》(랜덤하우스코리아, 2007)
- 《천문》(창비, 2010)
- 《농경시》(문예중앙, 2010)
- 《암흑향》(민음사, 2014)

### 산문집
- 《행복한 난청》(랜덤하우스코리아, 2007)